# Nana Ichise
Nana Ichise (市瀬 菜々, 4 d'agost de 1997) és una futbolista japonesa.

## Selecció del Japó
Va debutar amb la selecció del Japó el 2017. Va disputar 15 partits amb la selecció del Japó. Ha disputat Copa del Món de 2019.

## Estadístiques
| Selecció del Japó | Selecció del Japó | Selecció del Japó |
| Anys              | Partits           | Gols              |
| ----------------- | ----------------- | ----------------- |
| 2017              | 6                 | 0                 |
| 2018              | 9                 | 0                 |
| Total             | 15                | 0                 |